# Poppler
Popplerとは、PDF ドキュメントの閲覧に用いられる自由ソフトウェアのプログラミングライブラリである。freedesktop.org によって管理されている。Poppler は Xpdf をベースとし、レンダリングエンジンの扱い方を変えファイルの表示を効率化し、また（Xpdf は独立したソフトウェアであるが） OS の機能性を統合しそれを利用するという、Xpdf の目的それ以上のものを達成するために作成された。
Poppler はいくつかの PDF ビューアに用いられており、Xpdf に対するバックエンドとして用いることも出来る。また、KOffice のような他のアプリケーションにも用いられている。
Poppler という名前は、テレビアニメーションシリーズである“フューチュラマ”のシーズン2、第15話に付けられたタイトル“The Problem with Popplers”に由来する。

## Poppler を用いた PDF リーダー
いくつかの自由ソフトウェアは、PDF ドキュメントの描写に Poppler を利用する。
| 名前                      | フロントエンド | URL                                                                   |
| ------------------------- | -------------- | --------------------------------------------------------------------- |
| Evince                    | GTK            | http://www.gnome.org/projects/evince/                                 |
| Okular                    | Qt4            | http://okular.kde.org/                                                |
| KDE 3 PDF kfile plugin    | Qt             | http://websvn.kde.org/branches/KDE/3.5/kdegraphics/kfile-plugins/pdf/ |
| PopplerKit                | GNUstep/Cocoa  | http://svn.gna.org/viewcvs/gsimageapps/trunk/Frameworks/PopplerKit/   |
| Vindaloo                  | PopplerKit     | http://svn.gna.org/viewcvs/gsimageapps/trunk/Applications/Vindaloo/   |
| ePDFView                  | GTK            | http://trac.emma-soft.com/epdfview/                                   |
| TeXworks                  | Qt4            | https://code.google.com/p/texworks/                                   |
| LocoPDF                   | none           | https://github.com/quickhand/locopdf/                                 |
| DiffPDF(オープンソース版) | Qt4            | http://www.qtrac.eu/diffpdf-foss.html                                 |

## Xpdfを拡張した機能
- cairoを描画バックエンドに用いているため、アンチエイリアス処理がなされたベクターイメージと透過オブジェクトを使用することが出来る。cairoはX Window Systemを必要としないので、PopplerはMicrosoft WindowsやMac OSのような、X.Org Serverがプレインストールされていないプラットフォーム上でも動かすことが出来る。
- 注釈のサポート（予定）。PDFドキュメントに保存された注釈を扱うことが出来る。live.gnome.orgを参考のこと。
- フォームの編集機能（プレビューリリースにて）。PDFのフォームに記入された情報をファイルに保存可能。